# يقنة (جنس)
جنس اليقنة (الاسم العلمي: Jacana) يضم أثنين من اليقنات الأمريكية: يقنة مغببة (Jacana jacana) ويقنة شمالية (Jacana spinosa).